# Retka
Retka [pronunciación en polaco: /ˈrɛtka/] es un pueblo ubicado en el distrito administrativo de Gmina Płoniawy-Bramura, dentro del Condado de Maków, Voivodato de Mazovia, en el este de Polonia central. Se encuentra aproximadamente a 10 kilómetros al norte de Maków Mazowiecki y a 82 kilómetros al norte de Varsovia.